# Bandurka, Pervomaisk
Bandurka (în ucraineană Бандурка) este un sat în comuna Tarasivka din raionul Pervomaisk, regiunea Mîkolaiiv, Ucraina.

## Demografie
Componența lingvistică a localității Bandurka
     Ucraineană (92,09%)
     Română (3,6%)
     Rusă (2,16%)
     Bulgară (1,08%)
Conform recensământului din 2001, majoritatea populației localității Bandurka era vorbitoare de ucraineană (92,09%), existând în minoritate și vorbitori de română (3,6%), rusă (2,16%) și bulgară (1,08%).